# Petra Gargano

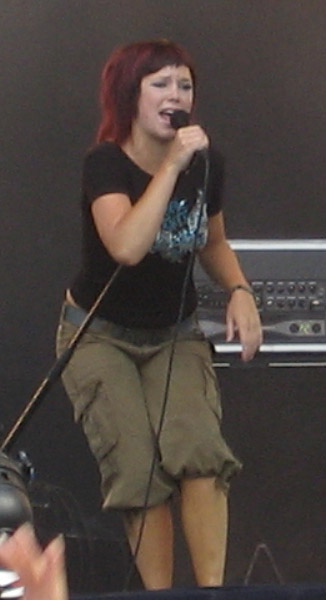
Petra Gargano (2006)

Petra Gargano (* 11. Juli 1985 in Helsinki als Petra Mauria) ist eine finnische Musikerin. Petra Gargano wurde als 13-Jährige mit ihrer Band Tiktak bekannt. In dieser Zeit wurde sie im Jahre 2004 von der finnischen Internetseite Star.fi zur Miss Pop gewählt. Nach der Auflösung der Band im Jahr 2007 startete Gargano eine Solokarriere. Sie unterschrieb 2008 einen Vertrag bei Sony-Music und brachte 2009 ihr Debütalbum Rakas kaupunki heraus, dem 2013 mit Kaksi pintaa ein zweites folgte.
Im Herbst 2010 heiratete Petra Gargano den Rock-Drummer Mauro Gargano.

## Diskografie

### Alben
- 2009: Rakas kaupunki
- 2013: Kaksi pintaa

### Singles
- 2009: Kuka mä oon
- 2009: Valtameri
- 2009: Kesän ensimmäisenä lämpimänä yönä
- 2009: Katuvalot
- 2012: Nimeksi Anneli
- 2013: Missä mun mies on
- 2015: Ketun silmät

### Musikvideos
- 2009: Kuka mä oon
- 2009: Valtameri
- 2015: Ketun silmät